# Spannungsgesteuertes Filter
Ein spannungsgesteuertes Filter (englisch voltage-controlled filter, kurz VCF) ist ein elektronisches Filter, bei dem sich das Filterverhalten mittels einer Steuerspannung variieren lässt. VCFs sind elementare Schaltungsteile von analogen Synthesizern und Effektgeräten in der Musikelektronik. In modularen Synthesizern entsprechen sie separaten Baugruppen, welche zwischen Voltage Controlled Oscillator (VCO) und Voltage Controlled Amplifier (VCA) geschaltet werden können. Als Filtertyp kommen in Synthesizern meist Tiefpassfilter, seltener Hochpass-, Bandpass- oder Allpassfilter zur Anwendung. Beeinflusst wird in den meisten Fällen die obere Grenzfrequenz.
Im digitalen Zeitalter werden VCFs und LFOs oft digital modelliert, anstelle der Steuerspannung wird dann ein Datenstrom wirksam.

## Anwendung
Beim subtraktiven Syntheseverfahren werden Filter zumeist über Hüllkurven zeitabhängig gesteuert, lassen sich aber auch durch z. B. einen Low Frequency Oscillator (LFO) beeinflussen.
Typisch für VCFs ist neben der Änderung der Klangfarbe durch die Filtereckfrequenz auch eine einstellbare Filter-Resonanz. Diese entspricht technisch gesehen einer Rückkopplung im Bereich der Filtereckfrequenz des Ausgangssignals, Je nach Phasendrehung durch das Filter, kommt es abhängig von der Frequenz, zur Verstärkung oder Abschwächung des Signals und zu Selbstresonanz.
Zu den berühmtesten VCFs zählt wohl das Kaskadenfilter von Robert Moog. Es ist als Transistorkaskade aufgebaut, die als 24-dB-Tiefpassfilter funktioniert und eine typische Klangfarbe erzeugt.
Ein anderes bekanntes Beispiel ist das Filter der Roland TB-303, eines analogen Bass-Synthesizers, bekannt geworden durch die Acid-Musik mit Bassläufen, die, je nach Einstellung von Filtereckfrequenz und -resonanz, eher „blubbern“ oder „kreischen“.